# Gustav von Bonin
Pour les articles homonymes, voir Bonin.
Gustav Carl Giesbert Heinrich Wilhelm Gebhard von Bonin (né le 23 novembre 1797 à Heeren et mort le 2 décembre 1878 à Berlin) est un avocat administratif et homme politique prussien.

## Famille
Il est issu d'une vieille famille aristocratique de la Poméranie-Orientale, dont la maison ancestrale du même nom au sud de Köslin, est mentionnée pour la première fois dans un document en 1294. Son père est Gustav von Bonin (1773–1837) et son frère le général d'infanterie prussien Adolf von Bonin (1803-1872).
Bonin se marie le 18 juin 1832 à Magdebourg avec Maria Keller (1814-1849), fille de l'homme d'affaires de Magdebourg Ferdinand Keller et de Johanna Kohlbach. Les fils de ce mariage sont le ministre d'État de Saxe-Cobourg et Gotha, Gisbert von Bonin (1841–1913) et le général de division prussien Gustav Bogislav von Bonin (de) (1843–1905). Il a également trois filles, dont:
- Frida (1839-1891) marié avec Ferdinand Friedrich Wilhelm Karl von Esebeck (1833-1893), fils de Karl August von Esebeck
- Anna Friederike Wilhelmine (1848-1936) marié en 1898 avec Benno von Zedlitz-Neukirch (1821-1903), major, fils d'Otto von Zedlitz und Neukirch (de)

## Biographie
Bonin étudie aux universités d'Iéna, Berlin et Göttingen. Depuis 1813, il est membre du Corps Saxonia Jena I. Dans le service administratif de la Couronne de Prusse, il est président du district de Magdebourg et du district de Cologne. En 1845, il devient haut président de la province de Saxe. Dans cette position, il a su tenir en échec les partis extrêmes de droite et de gauche avec beaucoup de modération. Après avoir rejoint le ministère de Pfuel en tant que ministre des Finances en septembre 1848, il se distingue dans les négociations parlementaires par son attitude modérée.
Démis du ministère, il retourne à son ancien poste dans la province de Saxe. Là, ainsi que plus tard dans la chambre des seigneurs de Prusse, il soutient la politique du ministère de Brandebourg. Nommé président de la province de Posnanie en 1850, il oriente ses efforts principalement vers la réconciliation des nationalités longtemps en guerre. En mai 1851, il doit démissionner car il ne veut pas participer à la restauration des domaines départementaux et provinciaux. En 1859, il reprend son ancien poste de président de la province de Posnanie sous le ministère de Schwerin.
Lors du soulèvement en royaume du Congrès, il démissionne de ce poste. Il ne veut pas participer aux mesures répressives jugées nécessaires par le ministère de Bismarck. Depuis, il habite à son manoir de Brettin près de Genthin, qu'il possède depuis 1834. Il est député ancien libéral de la Chambre des représentants de Prusse et du Reichstag, dont il est le président principal. Il est chambellan et véritable conseiller privé.
En plus du manoir de Brettin (à partir de 1834), il est propriétaire à Elvershagen et Tauenzin (1835-1842).